# Instituto de Francia

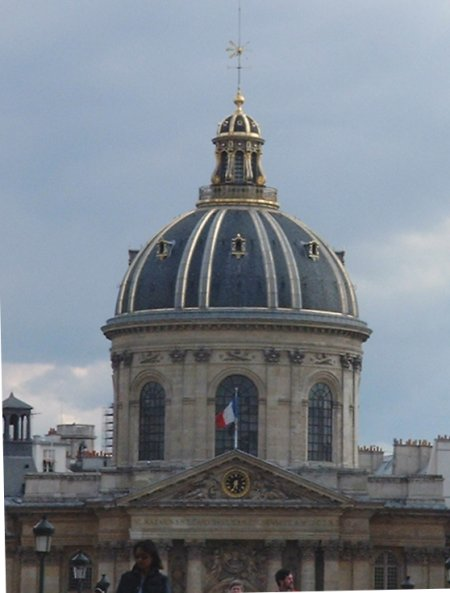
Cúpula del Instituto de Francia.

El Instituto de Francia (del francés: Institut de France) es una institución académica francesa creada el 25 de octubre de 1795. Agrupa las siguientes cinco academias francesas.
- Academia Francesa (Académie française, fundada en 1635);
- Academia de Inscripciones y Lenguas Antiguas (Académie des inscriptions et belles-lettres, fundada en 1663);
- Academia de Ciencias (Académie des sciences, fundada en 1666);
- Academia de Bellas Artes (Académie des beaux-arts, fundada en 1816);
- Academia de Ciencias Morales y Políticas (Académie des sciences morales et politiques, fundada en 1795, suprimida en 1803 y restablecida en 1832).

El Instituto gestiona varios museos y castillos con colecciones:
- En París, el Museo Jacquemart-André, instituido con la colección privada de dicho matrimonio, y el Museo Marmottan.
- Fuera de París, administra los castillos de Chantilly, donde se encuentra el Museo Condé, de Langeais, de Braux-Sainte-Cohière, de Abbadie y de Castries, el museo Claude Monet, la Real Abadía de Chaalis, la Villa Éphrussi de Rothschild, la Casa de Louis Pasteur, la Villa Griega Kérylos y el Manoir de Kerazan.

Del Instituto dependen cuatro bibliotecas de investigación:
- La Biblioteca Mazarino
- La Biblioteca Thiers
- La Biblioteca del Instituto
- La Biblioteca del Museo Conde en el castillo de Chantilly

## El edificio
En 1661 el cardenal Mazarino, poseedor de una gran fortuna, dispuso en su testamento que fuera erigido un palacio que albergara la fundación de una academia en la que serían educados sesenta nobles nacidos en las cuatro provincias conquistadas y vinculadas a Francia por el tratado de Westfalia (1648) y el tratado de los Pirineos (1659) (de ahí el nombre: Colegio de las Cuatro Naciones, que son: Artois, Alsacia, Pignerol y los condados catalanes del Rosellón y la Cerdaña).
Colbert encargó a Luis Le Vau la realización de los planos del palacio. Este debería erigirse frente al Louvre, en la otra orilla del Sena. La construcción del edificio se llevó a cabo entre 1662 y 1688.
En 1796, el edificio albergaba un liceo elitista, la Escuela Central de las Cuatro Naciones. Criticada por Napoleón I por su enseñanza poco moral y de tendencia demasiado revolucionaria, este la cierra en 1802. En 1805, pide que el Instituto de Francia se instale en el palacio. El arquitecto Antoine Vaudoyer transformó entonces la capilla en una sala donde los académicos pudieran celebrar sus sesiones.

## La Institución
Después de que fueran suprimidas las academias reales, la Constitución de 1795 dispuso la creación de un instituto en estos términos: «Hay para toda la República un Instituto Nacional encargado de recoger los descubrimientos, de perfeccionar las artes y las ciencias». En 1796, el Instituto estaba compuesto de tres clases:
- La Clase de Ciencias Físicas y Matemáticas (10 secciones)
- La Clase de Ciencias Morales y Políticas (6 secciones)
- La Clase de Literatura y de las Bellas Artes (8 secciones)

En 1803, el Consulado suprimió la clase de ciencias morales y políticas por considerarla poco fiel al régimen, y reorganizó el Instituto en cuatro clases:
- la Clase de Ciencias Físicas y Matemáticas
- la Clase de Lengua y Literatura Francesa
- la Clase de Lenguas Antiguas y de Historia
- la Clase de Bellas Artes

En 1816, Luis XVIII reorganizó el Instituto recuperando el nombre de "academia" para las antiguas "clases":
- Academia de Ciencias
- Academia Francesa
- Academia de las Inscripciones y Lenguas Antiguas
- Academia de Bellas Artes

En 1832, Luis Felipe I restableció la Academia de Ciencias Morales y Políticas, y le dio al Instituto su configuración actual.

## Canal Académies
Canal Académies es un portal web audiovisual vinculado al Instituto. Creado en enero de 2004 con el nombre Canal Académie por Jean Cluzel; ex parlamentario y secretario perpetuo de la Academia de ciencias morales y políticas de 1999 a 2004, con el apoyo de Pierre Messmer; entonces canciller del Instituto. Inicio transmisiones el 26 de enero de 2005, y desde mayo de 2019; bajo el nombre de Canal Académies, se ha convertido en un servicio completo del Instituto de France, cuyas actividades retransmite en directo o en podcast (debates, sesiones, conferencias, etc.) Su sitio web ha sido completamente renovado desde junio de 2021.